# Jon Redfern
Pour les articles homonymes, voir Redfern (homonymie).
Jon Redfern, né en 1946 en Alberta, au Canada, est un écrivain et un journaliste canadien, auteur de roman policier.

## Biographie
Il fait des études supérieures à l'Université de Toronto, où il reçoit un doctorat. Il enseigne ensuite à l'Université York, au Centennial College (en) et au Centro Siena Toronto en Italie.
Journaliste indépendant, il écrit pour le Toronto Star et The Globe and Mail, en plus d'être scripteur pour la CBC.
En 2001, il publie son premier roman The Boy Must Die avec lequel il est lauréat du prix Arthur-Ellis 2002 du meilleur premier roman. En 2007, il commence une série consacrée à Owen Endersby, un jeune inspecteur de police de Londres au début des années 1840. Avec le premier volume de cette série, Trumpets Sound No More, où Owen Endersby doit identifier le meurtrier d'un metteur en scène de théâtre, Jon Redfern remporte le prix Arthur-Ellis 2008 du meilleur roman.

## Œuvre

### Romans

#### SérieInspecteur Endersby
- Trumpets Sound No More (2007)
- Children of the Tide (2015)

#### Autre roman
- The Boy Must Die (2001)

## Prix et distinctions

### Prix
- Prix Arthur-Ellis 2002 du meilleur premier roman pour The Boy Must Die[1]
- Prix Arthur-Ellis 2008 du meilleur roman pour Trumpets Sound No More[1]